# Шейх Сеид Ефенди хамам
Шейх Сеид Ефенди хамам (на гръцки: Οθωμανικό Λουτρό Σεϊχ Σεϊτ Εφέντη) е хамам, обществена баня, в град Кукуш, Гърция, обявена за паметник на културата.
Хамамът е построен в края на XVIII – началото на XIX век или през XIX век. Той е една от малкото оцелели османски сгради в града. Разположен е на днешните улици „Василиос Ротас“ и „Тесалоники“, като е скрит от различни сгради и се вижда само централният от трите му купола. Има приблизително правоъгълен план и малка площ. Голямото помещение е квадратно и завършва с полусферичен купол с шест реда отвори, откъдето става осветлението. Отворите са осмоъгълни и периферни. Хамамът има още четири по-малки зали: хладното помещение, две топли помещения и сервизно помещение, чийто купол е разрушен. Хамамът престава да работи през 60-те години на XX век. Сградата е частна собственост и се използва като склад.
В 1995 година и отново в 2001 година сградата е обявена за паметник на културата, като „пряко свързана с историята на града“.